# 8041 Masumoto
8041 Masumoto (1993 VR2) là một tiểu hành tinh vành đai chính được phát hiện ngày 15 tháng 11 năm 1993 bởi F. Uto ở Kashihara.